# Major Powers & The Lo-Fi Symphony
Major Powers & the Lo-Fi symphony est un groupe de rock américain formé en 2011 à Oakland, Californie. Leur musique, pour laquelle le trio a inventé le genre Adventure Rock, mêle guitare, batterie et piano avec une harmonie à trois voix.

## Membres
Major Powers & the Lo-Fi Symphony est composé de trois membres, Kevin Gautschi à la guitare et à la voix, Nicholas Jarvis Powers au piano et à la voix et Dylan Gautschi à la batterie et à la voix.
Nicholas Jarvis Powers, ou Nick Powers est un pianiste et auteur-compositeur. Il a grandi dans le comté de Contra Costa, en Californie, et dit avoir commencé sur un piano en carton, à l’âge de 8 ans. Il a ensuite travaillé pendant tout un été afin de pouvoir s’offrir un vrai piano et commencer à jouer. Selon lui, « La différence a été frappante ». Il a ensuite joué dans la fanfare de son lycée John Swett High School, situé à Crockett, Californie, dans lequel Billie Joe Armstrong de Green Day était aussi un élève. Après diverses expériences musicales il a créé le groupe The Look qui s’est séparé au bout de 7 ans, où il a rencontré Dylan Gautschi.
Kevin Gautschi est né à Saint-Brieuc, en Bretagne et son frère Dylan à San Francisco. Les deux frères franco-américains ont passé une bonne partie de leur enfance entre la France et la Californie, leur mère étant américaine et leur père français. Leur mère, Pamela Wood, était bassiste dans le groupe Leila & The Snakes, populaire dans les années 70 en Californie.
Dylan Gautschi a commencé par jouer du piano à l’âge de 10 ans, puis est passé à la guitare pendant quelques années. Il a ensuite décider de se mettre à la basse, son instrument dans le groupe Growth of Alliance où il jouait avec son frère Kevin pendant le lycée. Leurs chemins se sont ensuite séparés, et il a rejoint le groupe The Look, à la basse aux côtés de Nick Powers, tandis que Kevin jouait de la guitare et chantait dans un groupe appelé Maxwell Adams.
Ils ont ensuite décidé de se retrouver pour former Major Powers & the Lo-Fi Symphony en février 2011.

## Historique
Le trio a décidé de former un groupe en février 2011, se retrouvant pour commencer à écrire des morceaux et enregistrer une démo de trois chansons (Ode to Russia, 93,000,000 miles et Mr. Mysterious) à Nu-Tone Studios à Pittsburg, en Californie. Ils ont joué leur premier concert le 30 juillet 2011 au Baltic, à Point Richmond. Douze autres concerts ont suivi en 2011, alors que le groupe travaillait sur son premier album.
Le premier album, We Became Monsters, est sorti le 16 mai 2012, avec le label Amazing Pony Records, et est disponible à l’écoute gratuitement sur leur site internet avec la plateforme Soundcloud. Le CD est aussi en libre téléchargement sur leur site, en encourageant les donations. Il a été enregistré à Studio Trilogy à San Francisco. L’album est également disponible à l’écoute sur Spotify et en vente sur iTunes.
À la sortie de son premier clip vidéo pour la chanson 93,000,000 miles publié sur YouTube le 9 mai 2013, le groupe a été affiché en première page du site de torrents ThePirateBay, ce qui lui a permis d’accumuler plus de 135 000 vues.
Un peu plus d’un an après, en juin 2013, le groupe a sorti un vinyle de 7 pouces, avec deux titres, « I need your help » et « Like a metaphor for sex », disponibles en tant que singles sur iTunes. La soirée de dévoilement du vinyle a eu lieu au Bottom of the Hill, à San Francisco, où toutes les places ont été vendues. Le groupe a continué de faire des concerts pendant tout ce temps, faisant quelques concerts dans l'Oregon et gagnant de la popularité autour de la baie de San Francisco.
En 2014, Major Powers & the Lo-Fi Symphony a été sélectionné pour jouer aux côtés de Weezer, The Cure et Outkast lors du festival Bottle Rock de la Napa Valley. Les membres ont aussi fait l'ouverture de Buckethead, guitariste renommé et ont joué deux fois pendant un mois dans le bar Amnesia de San Francisco.
Le groupe a décidé ensuite de faire une pause dans ses concerts pour mieux se concentrer sur son deuxième album.

## Adventure Rock™
Leur musique, qualifiée d'Adventure Rock™ par Nick Powers est souvent comparée à celle de Queen.  Nick Powers explique que ce nouveau genre musical peut être facilement décrit de la façon suivante : « Mary Poppins écrit des chansons pour Weezer, lors d'un concours de sauts de falaise entre Freddie Mercury et Tom Waits, alors que Danny Elfman et Indiana Jones se roulent des galoches en jouant à Donjons et Dragons ».
Il ajoute que le groupe est tout aussi bien influencé par« la musique classique, les bandes originales de films Disney, Django Reinhardt et le metal des années 90 ». Leur musique a reçu de nombreux éloges de la part de divers sites de musique américains,,,.

## Discographie
- 2012 : We Became Monsters

1. 93,000,000 Miles - 4:32
2. Always Dark - 5:10
3. Get Around - 2:34
4. Goodbye Music - 3:29
5. Midnight Chorus - 4:25
6. Mr. Mysterious - 5:06
7. Ode To Russia - 4:31
8. Out All Night - 2:50
9. Peas And Porridge - 4:22
10. The Idiot Parade' - 3:56
11. The Rich Kid Show - 3:53
12. We're All Gonna Die! - 6:39
13. You're Useless (Now That I Need You More Than I Ever Needed You Before) - 5:06

- 2017 : You'll Be OK, Maybe

1. One Trick Pony - 4:56
2. Fake It Till You Make It - 3:39
3. Don't Give It Up Now - 3:23
4. The Roads (Won't Be Paved To The Place You'll Be Saved) - 8:03
5. Party Tonight - 4:03
6. Vanilla Boy - 3:21
7. Ode To Bands - 3:32
8. Easy Magic - 4:58
9. The New Kid - 4:29
10. Goodbye Children - 2:55

## Clips vidéo
93,000,000 miles
Ce clip a été réalisé par l'équipe de The Megapixel. On y voit les membres du groupes jouer sur un toit de la ville de San Francisco.
I need your help
Ce clip a été également réalisé par l'équipe de The Megapixel. On y voit les membres du groupe chanter la chanson I Need Your Help du vinyle The 7-Inch, sur la scène du théâtre SF Playhouse, tandis que le public leur lance des morceaux de salade.

## Mentions et Récompenses
Major Powers & The Lo-Fi Symphony a été cité et interviewé à multiple reprises sur les sites de musiques de la baie de San Francisco. Le groupe a reçu plusieurs récompenses sur ces sites :
- On The Rise, San Francisco Bay Guardian, 2014[37],[38]
- Best Emerging Artist, SF Deli Mag, 2013
- The Best Bands, Pop Underground in 2012[39]
- Deli SF Best of 2013's reader poll[40]